# Ophioplus tuberculosus
Ophioplus tuberculosus is een slangster uit de familie Hemieuryalidae.
De wetenschappelijke naam van de soort werd in 1883 gepubliceerd door Theodore Lyman.